# Đulovac
Đulovac est un village et une municipalité située dans le comitat de Bjelovar-Bilogora, en Croatie. Au recensement de 2001, la municipalité comptait 3 640 habitants, dont 79,48 % de Croates et 15,93 % de Serbes et le village seul comptait 915 habitants.

## Localités
La municipalité de Đulovac compte 29 localités :
| - Bastajski Brđani - 2 - Batinjani - 273 - Batinjska Rijeka - 15 - Borova Kosa - 99 - Dobra Kuća - 19 - Donja Vrijeska - 121 - Donje Cjepidlake - 10 - Đulovac - 915 - Gornja Vrijeska - 31 - Gornje Cjepidlake - 60 | - Katinac - 166 - Koreničani - 317 - Kravljak - 36 - Mala Babina Gora - 42 - Mala Klisa - 5 - Mali Bastaji - 129 - Mali Miletinac - 25 - Maslenjača - 212 - Nova Krivaja - 110 - Potočani - 47 | - Puklica - 155 - Removac - 34 - Stara Krivaja - 0 - Škodinovac - 14 - Velika Babina Gora - 94 - Velika Klisa - 11 - Veliki Bastaji - 538 - Veliki Miletinac - 57 - Vukovije - 103 |